# 오타정 (후쿠이현)
오타정(織田町)은 후쿠이현 뉴군에 있던 정이다. 조몬시대 유적들이 여기서 많이 출토되고 있다. 2005년 2월 1일에 뉴군 미야자키촌,〈구〉에치젠정과 합병해 새로운 에치젠정이 탄생하여, 아사히정은 폐지되었다.

## 지리
후쿠이현 서부에 있는 뉴군의 중앙부에 위치하고 있었다.

## 역사
- 1889년 4월 1일 - 정촌제 시행과 함께 오타촌이 성립하였다.
- 1951년 4월 1일 - 오타촌이 하기노촌 및 도키와촌의 일부와 합병, 새로운 오타촌이 성립하였다.
- 1951년 11월 1일 - 오타촌이 정으로 승격해 오타정이 되었다.
- 2005년 2월 1일 - 구 에치젠정과 오타정, 아사히정, 미야자키촌 등 4개 정·촌이 합병해 새로운 에치젠정이 성립하였다. 동일 오타정은 폐지되었다.

## 교통

### 도로
- 국도 365호선
- 국도 417호선